# (13211) Stucky
(13211) Stucky (1997 JH6) – planetoida z pasa głównego asteroid okrążająca Słońce w ciągu 4,88 lat w średniej odległości 2,88 j.a. Odkryta 3 maja 1997 roku.